# ヴァイオリン、ピアノと弦楽のための協奏曲 (メンデルスゾーン)
ヴァイオリン、ピアノと弦楽のための協奏曲（ドイツ語：Konzert für Violine, Klavier und Streicher）ニ短調MWV. O4は、フェリックス・メンデルスゾーンが1823年に作曲したヴァイオリンとピアノのための協奏曲（二重協奏曲）である。伴奏は弦楽合奏であるが、管弦楽版も存在している。滅多に演奏されないがために知名度もかなり少ない作品であるが、近年では録音がいくつか出ており、演奏動画を見ることもできる。1960年に初めて出版された。

## 概要
メンデルスゾーンが作曲した唯一、2つの独奏楽器が伴う協奏曲（2台のピアノのための協奏曲2曲を除けば）であるが、作曲の経緯については不明な点が多く、1823年の5月6日に完成されたことしか知られていない。ベルリンのメンデルスゾーンの自宅でのサロン・コンサートで演奏するために作曲された作品で、友人でヴァイオリニストのエドゥアルト・リッツのヴァイオリンと、メンデルスゾーンか姉のファニーのピアノ・ソロ（またはクラヴィーア）を想定して書かれたと推定される。同年5月25日にリッツと共に自宅で本曲を初演した後、メンデルスゾーンは管楽器とティンパニを追加したフルオーケストラ版を作製した。公式初演は同年7月3日にベルリンのシャウシュピールハウス（ベルリン・コンツェルトハウス）で行われた。
本作を作曲した背景には、1821年にメンデルスゾーンが短期間学習したヨハン・ネポムク・フンメルの同じ編成の協奏曲の影響が指摘されている。その他にも、愛奏していたカール・マリア・フォン・ウェーバーのピアノ小協奏曲、ヴィオッティ、ロード、ロドルフ・クレゼールなどのヴァイオリニストから学んだヴァイオリン技法（ポルタ―ト、スタッカート、ポルタメント）も指摘されている。
自筆譜はベルリン国立図書館に所蔵されている。

## 編成
独奏ヴァイオリン、独奏ピアノ、弦五部。任意でフルート2、オーボエ2、クラリネット2、ファゴット2、ホルン2、トランペット2、ティンパニ。
なお、管弦楽版は1997年になってブライトコプフ・ウント・ヘルテルからメンデルスゾーン全集に収録される形で出版され、1999年2月27日にダルムシュタットでLatica Honda-Rosenbergのヴァイオリン独奏、Beatrice Bertholdのピアノ独奏、クリスティアン・ルドルフ・リーデル指揮のKammerphilharmonie Merckにより世界初演された。このバージョンは上記の外部リンクで聞くことができる。

## 構成
3楽章から構成され、演奏時間は約36分。
第1楽章 アレグロ
ニ短調、4分の4拍子。トゥッティの提示部からソロの提示部へと続く協奏ソナタ形式の楽章で、全曲中最も長い（全529小節）。対位法が駆使され、すでに書き終えていた弦楽のための交響曲を思わせる書法。展開部はピアノに支えられたヴァイオリンのレチタティーヴォ風のパッセージから始まる。曲の終わりには作曲者によるカデンツァが付けられている。フルオーケストラ版はティンパニが追加されているため、弦楽版とは印象が変化する。
第2楽章 アダージョ
イ長調、4分の3拍子。冒頭の主題が三部形式的に転調・展開され、細やかなピアノに支えられてヴァイオリンが歌を詠う。
第3楽章 アレグロ・モルト
ニ短調、4分の4拍子。ロンドないしロンド・ソナタ形式とも考えられるが、形式的にはより自由な発想が目立つ楽章。途中でヨハン・ゼバスティアン・バッハのコラールが引用されている。